# الأخلاق الطبية الإسلامية
أخلاقيات علم الأحياء أو البيولوجيا الإسلامية، أو أخلاقيات مهنة الطب الإسلامية،(بالعربية: الأخلاق الطبية) تشير إلى الإرشاد الإسلامي على الأخلاق المعنوية للقضايا المتعلقة بالمجالات الطبية والعلمية، ولا سيما تلك التي تتعامل مع حياة الإنسان. 

## مقدمة
في الإسلام، تُعتبر الحياة البشرية هبة من الله لا تقدر بثمن، وبالتالي يجب احترامها وحمايتها.  هذا واضح في العديد من الآيات القرآنية أو الآيات ، واحدة من أهمها: 
 مَن قَتَلَ نَفْسًا بِغَيْرِ نَفْسٍ أَوْ فَسَادٍ فِي الْأَرْضِ فَكَأَنَّمَا قَتَلَ النَّاسَ جَمِيعًا وَمَنْ أَحْيَاهَا فَكَأَنَّمَا أَحْيَا النَّاسَ جَمِيعًا ۚ(سورة المائدة آدة 32، القرآن) 
 هذه الآية هي التي غذت في نهاية المطاف الاهتمام بأخلاقيات الطب الإسلامية وضمنها مبدأان أساسيان يضمنان قدسية الحياة البشرية:
1. إنقاذ الحياة إلزامي.
2. يُصنف القتل غير المبرر للحياة باعتباره جريمة قتل، وبالتالي فهو محظور.

على الرغم من أن المسلمين يدركون ويؤكدون أن الله هو المصدر الأسمى للحياة (القرآن 2: 258)، فإن القرآن يوضح أن الله قد غرس فيهم العقل والإرادة الحرة والقدرة على التمييز بين ما هو مقبول أخلاقياً وما هو غير مقبول (القرآن 91: 8) مع توفير أحكام الطبيعة (القرآن 45:13).  مع هذه الأشياء، يتحمل المسلمون مسؤولية الحفاظ على الصحة والوقاية من الأمراض. في حالة حدوث المرض، فإن المسلمين ملزمون بالتماس العلاج الطبي بطريقة مناسبة ومطابقة للتعاليم الإسلامية.

## تاريخ أخلاقيات الطب الأسلامية

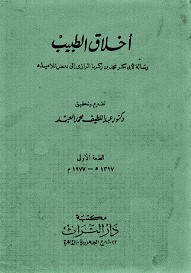
المؤلفات عن أخلاقيات الطبيب كانت كثيرة في المكمتبة الإسلامية قديما وحديثا